# Рахматуллаев, Алибаба Тожимухаммадович
Алибаба Тожимухаммадович Рахматуллаев (узб. Alibobo Tojimuhammadovich Rahmatullayev, Alibobo Tojimuhammad oʻgʻli Rahmatullayev; 8 февраля 1991 года; Ташкент, Узбекская ССР, СССР) — узбекский футболист, полузащитник.

## Карьера
Алибаба Рахматуллаев является выпускником футбольной академии «ФК.Бунёдкор». В 2008—2011 годов он играл в фарм-клубе «Бунёдкора». С лета 2012 года играет в составе ташкентского футбольного клуба «Бунёдкор». В последние два года Алибаба Рахматуллаев стал одним из лидеров клуба и является игроком основного состава. С 2012 года до 2014 года, играл в тридцати двух матчах Чемпионата Узбекистана, Кубка Узбекистана и Лиги чемпионов АФК, и забил один гол. В начале 2015 года подписал контракт с «Пахтакором» но вскоре ушёл из команды. В первой половине 2015 года выступал за «Бухару» и «Навбахор». В сентябре 2015 года подписал контракт с азербайджанским клубом «Ряван», но уже в октябре «Ряван» расторгнул с ним контракт

## Достижения
- Чемпион Узбекистана: 2010, 2011, 2013
- Вице-чемпион Узбекистана: 2007, 2012
- Обладатель Кубка Узбекистана: 2010, 2012, 2013
- Финалист Кубка Узбекистана: 2014
- Обладатель Суперкубка Узбекистана: 2014
- Полуфиналист Лиги Чемпионов АФК: 2012